# علي رضا واحدي نيكبخت
علي رضا واحدي نيكبخت (بالفارسية: علی‌رضا واحدی نیکبخت) ، من مواليد 30 يونيو 1980 في مشهد في إيران ، لاعب كرة قدم إيراني.
سبق له وأن لعب لـ نادي الوصل في دبي. ويلعب مع نادي استقلال ایران ونادي تراكتور سازي و يلعب مع منتخب إيران لكرة القدم منذ عام 2000.

## روابط خارجية
- علي رضا واحدي نيكبخت على موقع ناشيونال فوتبول تيمز (الإنجليزية)
- علي رضا واحدي نيكبخت على موقع عالم كرة القدم.نت (الإنجليزية)